# Stowarzyszenie Lubliniana
Lubliniana – francuskie stowarzyszenie założone w 2001 w Paryżu, organizujące wydarzenia kulturalne związane z Francją oraz z krajami Europy Środkowo-Wschodniej. Nazwa stowarzyszenia nawiązuje do polskiego miasta, Lublina. Organizację założył historyk sztuki Leszek Kańczugowski. Prezesem stowarzyszenia jest paryski adwokat Etienne Wedrychowski.
Stowarzyszenie organizuje konferencje, koncerty, sympozja międzynarodowe i wydaje publikacje dotyczące dialogu kultur europejskich, co sprzyja jednoczeniu europejskich intelektualistów i artystów. Organizacja bierze udział w programach kulturalnych, np. w sezonie polskim we Francji „Nova Polska” (2004); w światowym wydarzeniu „Paris-Photos” na którym prezentowała Polską fotografię (2010). Aktualnie prowadzi zainicjowany w 2008 projekt ICOPE (Imaginaire collectif des peuples de l’Europe) który otrzymał Label 2008 Europejskiego Roku Dialogu Międzykulturowego Komisji Europejskiej.
W marcu 2017 roku stowarzyszenie było inicjatorem i organizatorem sympozjów w Ambasadzie RP w Paryżu oraz w Maison de l’Europe wokół 700-lecia Lublina. Wynikiem tej inicjatywy jest opublikowana przez wydawnictwo Katolickiego Uniwersytetu Lubelskiego im. Jana Pawła II książka pod tytułem Lublin – Paris – Lublin.
22 i 23 VI 2023 Stowarzyszenie Lubliniana we współpracy z Muzeum Narodowym w Poznaniu oraz Muzeum Bonnat-Helleu w Bayonne, zorganizowało sympozjum w Ambasadzie R.P. w Paryżu oraz Polskiej Akademii Nauk. Hrabia Edward Aleksander Raczyński i Paul Hellu – smak Belle Époque.
Sympozjum odbyło się z udziałem polskich naukowców oraz 16 dyrektorów muzeów francuskich, dotyczyło portretu Edwarda Aleksandra Raczyńskiego wykonanego przez Paula Hellu oraz kolekcji malarstwa francuskiego, stworzonej w pałacu w Rogalinie przez Edwarda Aleksandra Raczyńskiego.